# Bosschenhuizen
Bosschenhuizen (Limburgs: Busjehoese) is een buurtschap in de gemeente Simpelveld in de Nederlandse provincie Limburg. Het gehucht ligt tussen Simpelveld en Trintelen. In de buurt ligt de Klingeleberg (195 meter). Bosschenhuizen ligt op de zuidrand van het Plateau van Ubachsberg met in het zuidwesten de overgang naar het Eyserbeekdal.
Aan De Ling staat de Heilig-Hartkapel, een kapel gewijd aan het Heilig Hart, gebouwd uit Kunradersteen in 1958.

## Zie ook

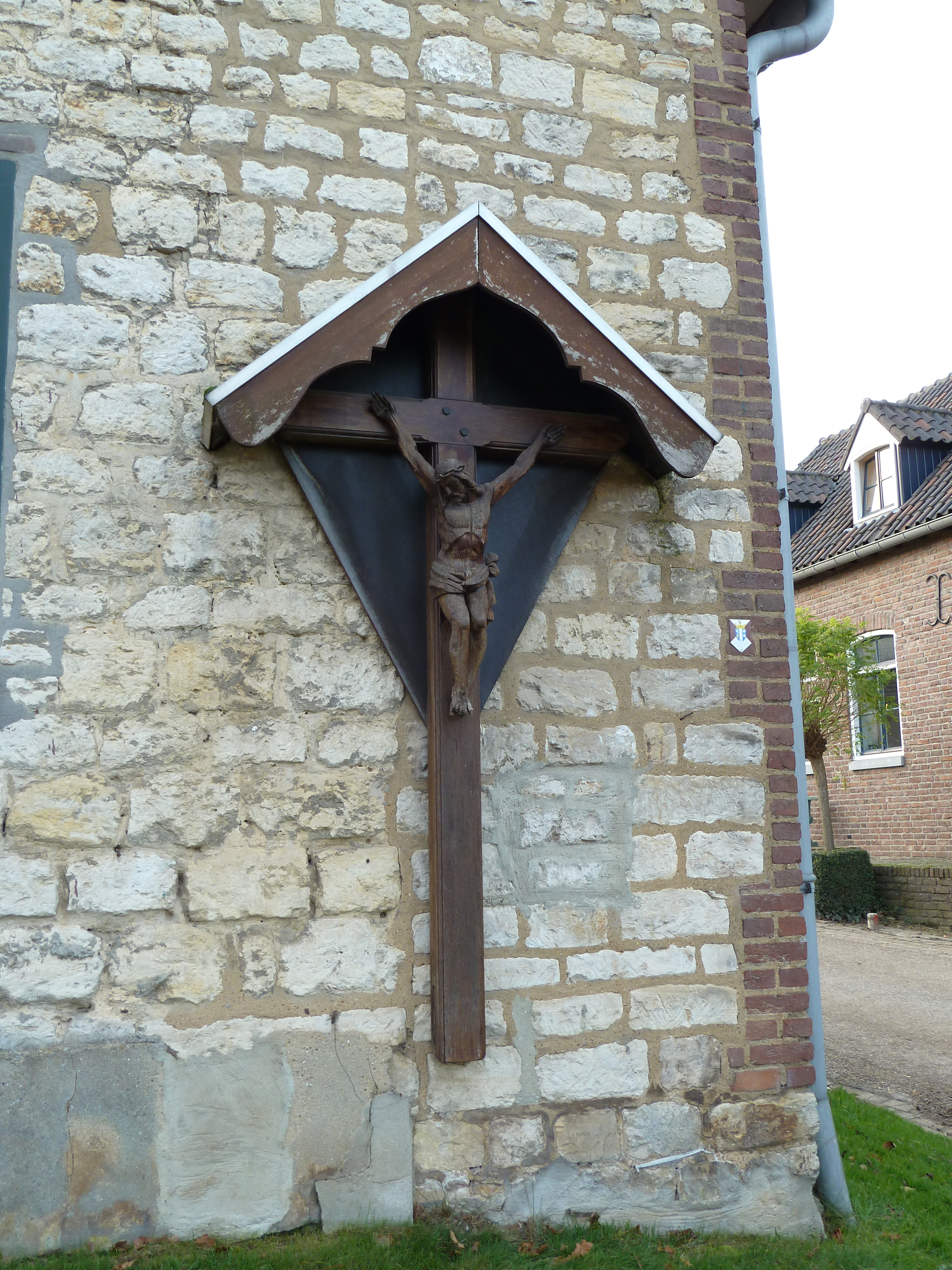
Wegkruis met houten corpus
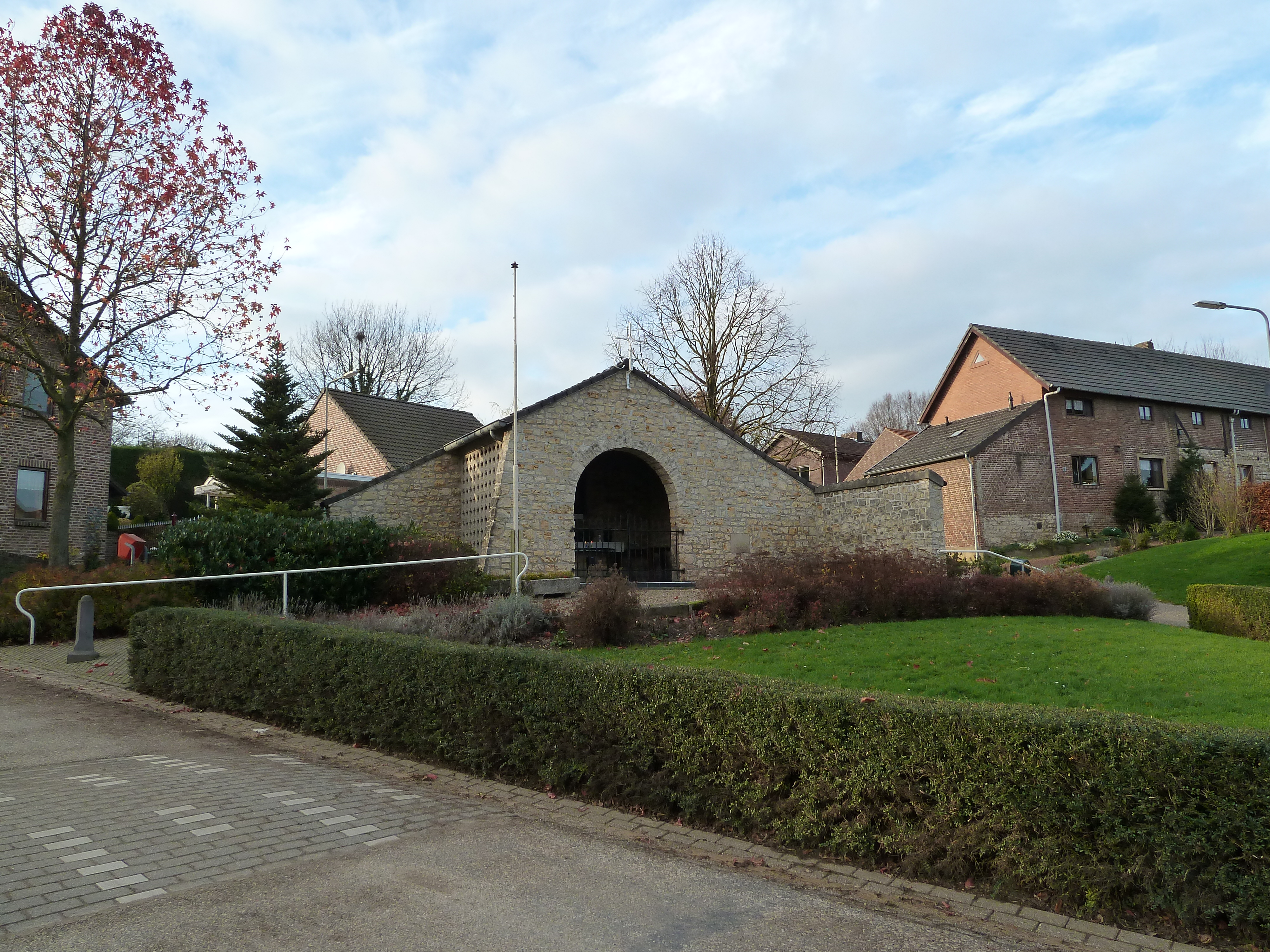
Heilig-Hartkapel
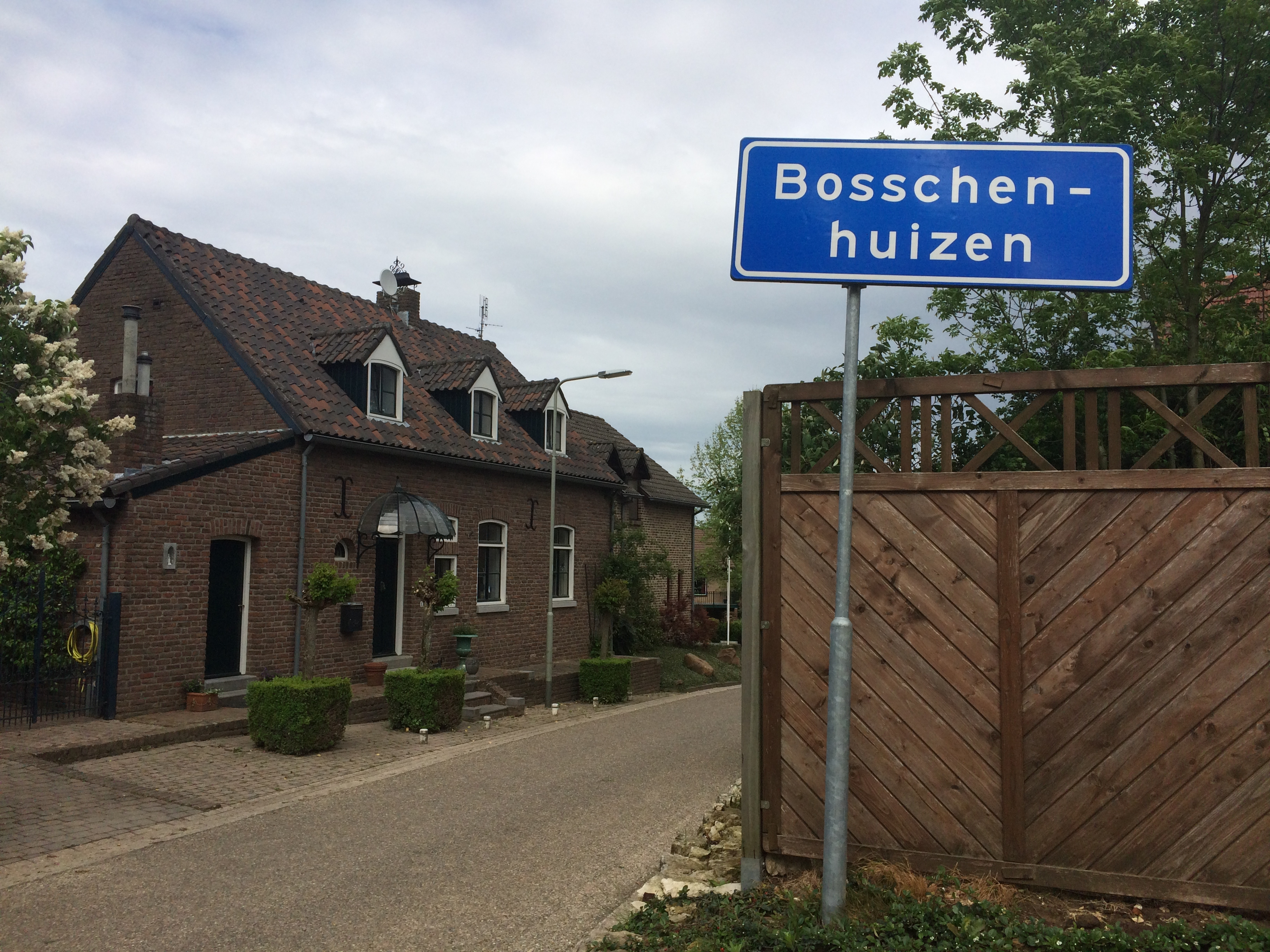
Bord Bosschenhuizen bij de weg vanuit Trintelen
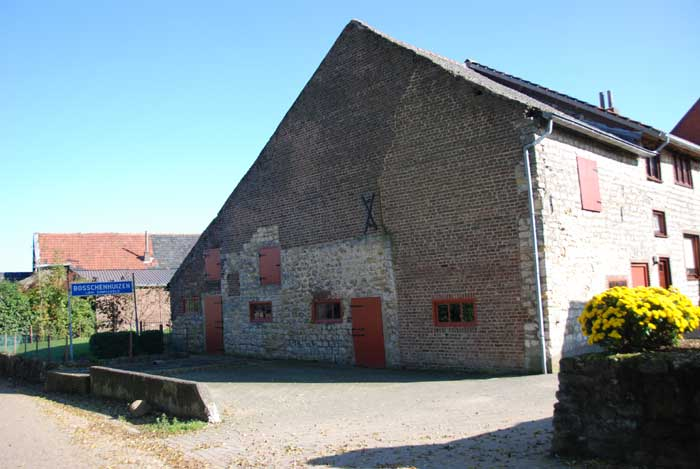
Boerderij en het oude bord Bosschenhuizen bij de weg vanuit Trintelen
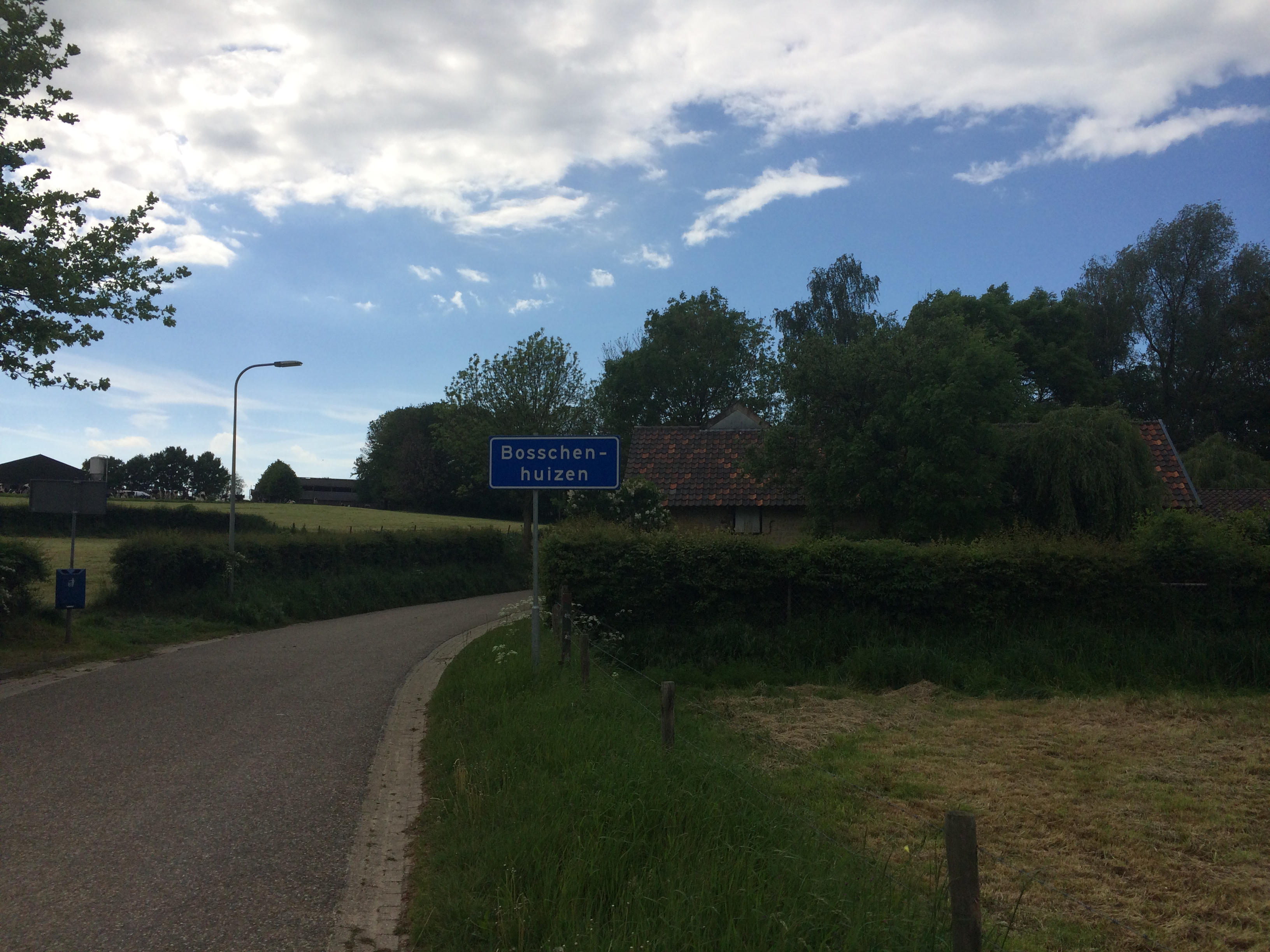
Bord Bosschenhuizen bij de weg vanuit Simpelveld